# François Taillefer
Pour les articles homonymes, voir Taillefer.
François Taillefer, né le 19 septembre 1836 à Cénac-et-Saint-Julien (Dordogne) et mort le 27 décembre 1908 dans la même commune, est un homme politique français.

## Biographie
François Joseph Osvald Taillefer naît le 19 septembre 1836 au lieu-dit Costecalve sur la commune de Cénac-et-Saint-Julien, en Dordogne, de Louis Horace Sidney Timoléon, médecin, et de son épouse Clémence Félicie Record,.
Fils de Timoléon Auguste Sydney Taillefer, qui sera député de la Dordogne en 1846, François Taillefer entre dans la Marine nationale en 1852, participant à la guerre de Crimée et passant aux grades d'aspirant, d'enseigne de vaisseau puis de lieutenant de vaisseau en 1863. Il en démissionne en 1871. Il est élu conseiller général du canton de Domme la même année, puis député de la Dordogne de 1876 à 1881, inscrit au groupe bonapartiste de l'Appel au peuple et de 1888 à 1889 comme boulangiste. 
Il meurt le 27 décembre 1908 dans le hameau qui l'a vu naître.